# Зигбах
Зигбах (њем. Siegbach) општина је у њемачкој савезној држави Хесен. Једно је од 23 општинска средишта округа Лан-Дил. Према процјени из 2010. у општини је живјело 2.824 становника. Посједује регионалну шифру (AGS) 6532019.

## Географски и демографски подаци
Зигбах се налази у савезној држави Хесен у округу Лан-Дил. Општина се налази на надморској висини од 350 метара. Површина општине износи 29,1 km². У самом мјесту је, према процјени из 2010. године, живјело 2.824 становника. Просјечна густина становништва износи 97 становника/km².